# Żyto zwyczajne

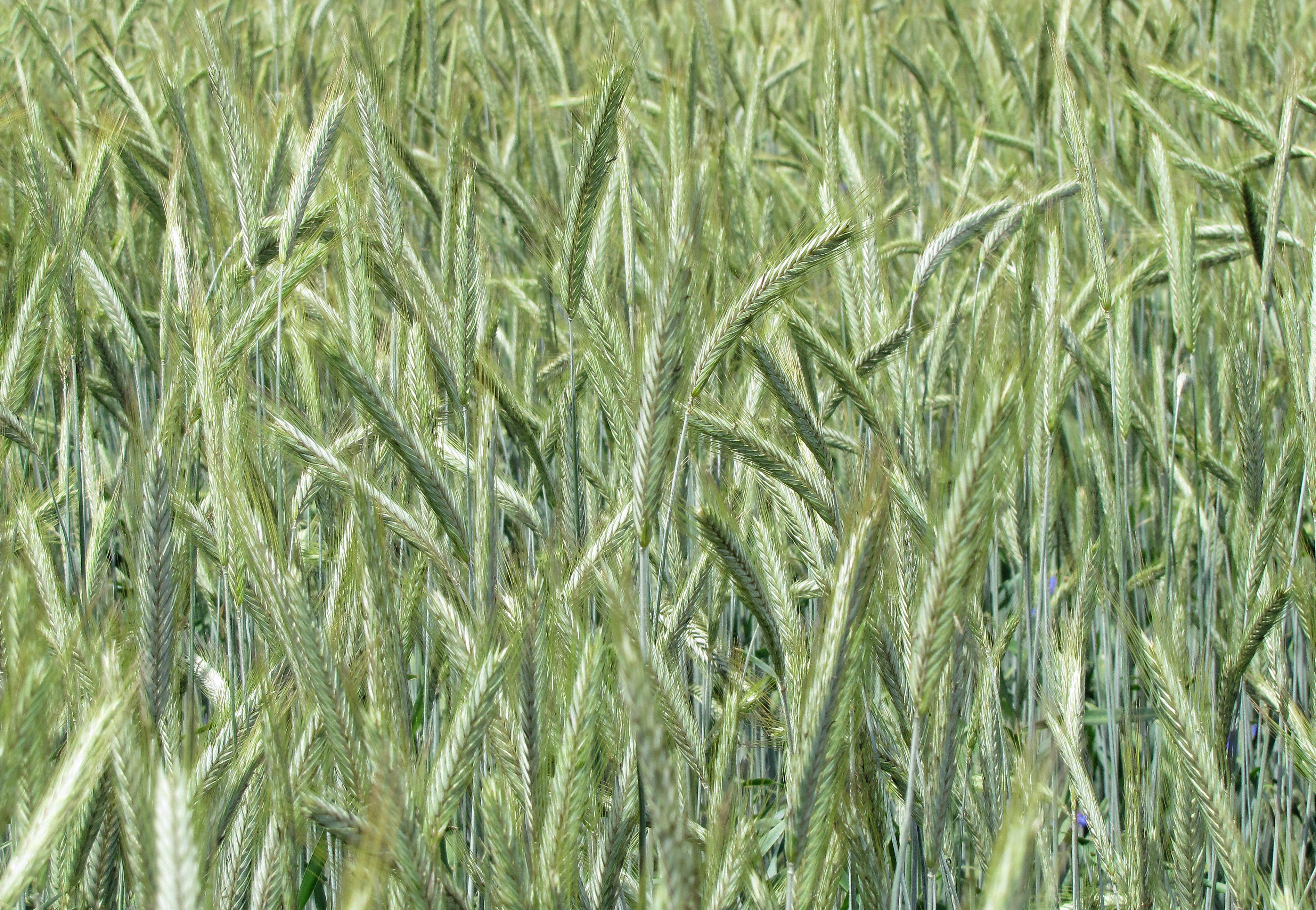
Łan żyta zwyczajnego

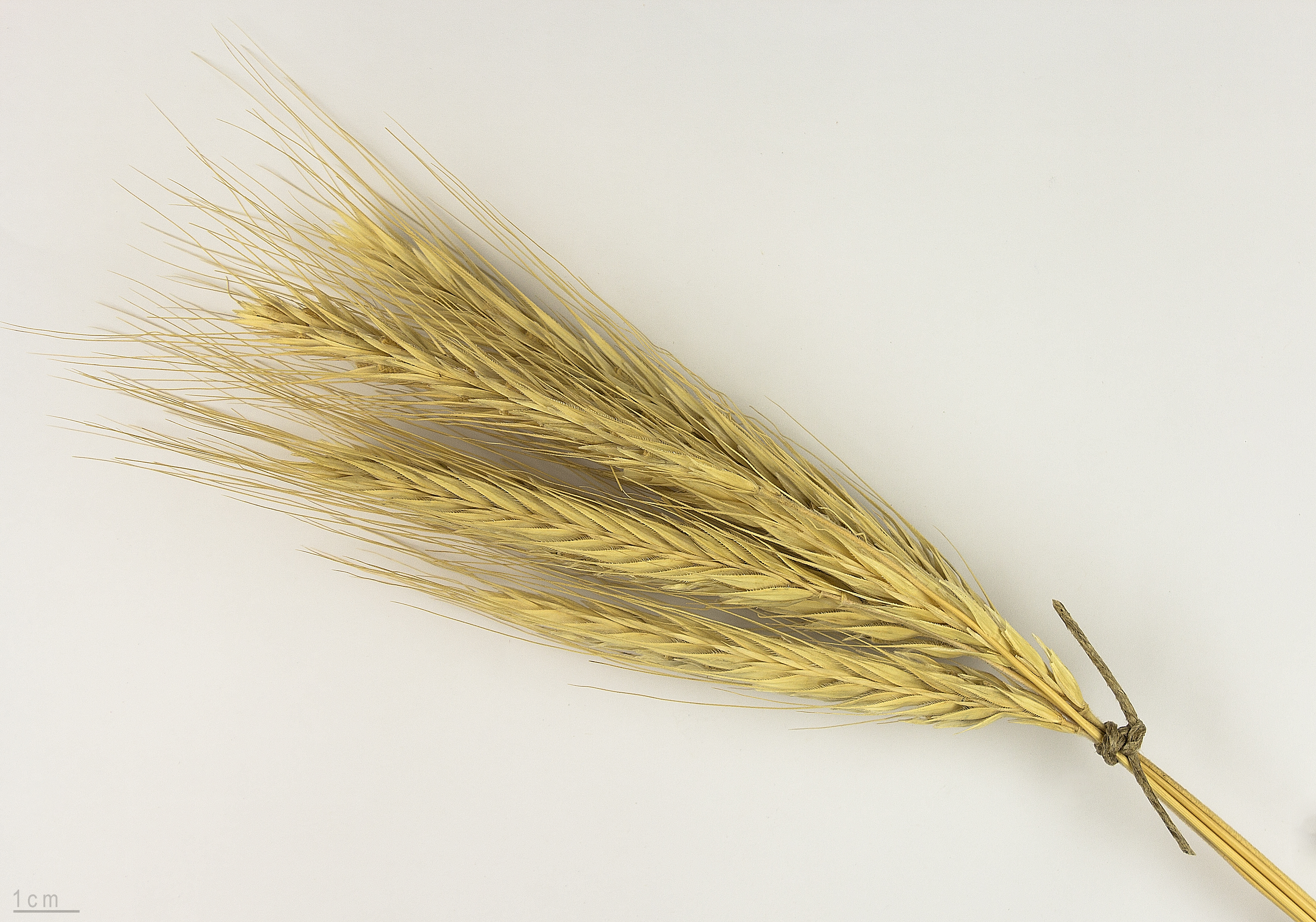
Kłosy żyta zwyczajnego

Żyto zwyczajne (Secale cereale) – gatunek zbóż z rodziny wiechlinowatych, najważniejszy pod względem gospodarczym przedstawiciel rodzaju żyto. Pochodzi z Bliskiego Wschodu, ale uprawiany jest głównie w północno-wschodniej, wschodniej i środkowej Europie. Gatunek uprawiany jest jako jednoroczna roślina ozima, rzadziej jara. Uprawiana na glebach lekkich. Cechuje się dużą odpornością na mróz i małymi wymaganiami glebowymi i cieplnymi. Rozmieszczenie upraw związane jest z tradycją upraw, wykorzystaniem żyta jako paszy dla zwierząt gospodarskich oraz spożyciem żytniego chleba. Po jego skrzyżowaniu z pszenicą uzyskano pszenżyto.

## Morfologia

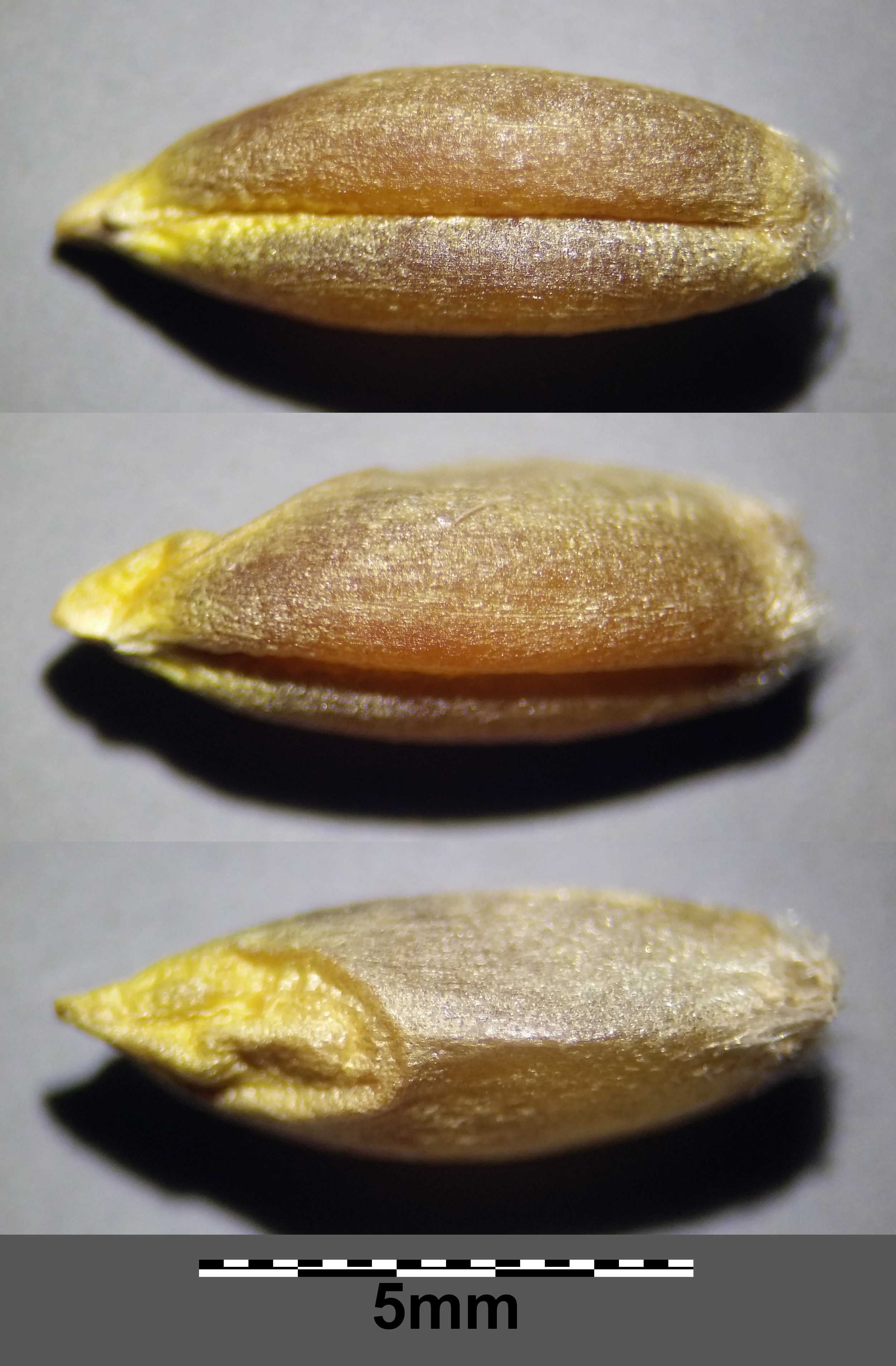
Ziarna żyta zwyczajnego

PokrójTrawa silnie krzewiąca się, o długich źdźbłach, łatwo wylegających, płytko zakorzeniona.
KwiatyZebrane w 4-kanciasty kłos złożony. Kłoski zwykle 2-kwiatowe.
OwoceZiarniaki nieoplewione, szarozielone.

## Uprawa
Żyto uprawiane jest w chłodniejszych częściach Europy północnej i środkowej, a także w Rosji, Argentynie, Afryce Południowej, Kanadzie i Stanach Zjednoczonych. Jest jednym z najbardziej odpornych zbóż, można je uprawiać na wszystkich rodzajach gleb, a rodzaj gleby nie wpływa znacząco na plony. Żyto można uprawiać na glebach bardzo lekkich nawet w monokulturze. Odporne jest również na susze i zimne temperatury. Najkorzystniejsze temperatury: od siewu do kiełkowania to 10–13 °C, w czasie wegetacji wiosennej – średnia dobowa temp., czyli ok. 7–8,3 °C, lecz roślina może również przetrwać pewien czas pokryta śniegiem. Przyjmuje się, że optymalnym rozwiązaniem jest, kiedy od momentu siewu żyto ma do dyspozycji około 50 dni na odpowiednie przygotowanie się do nadejścia niskich temperatur. Celem minimum jest natomiast rozpoczęcie procesu krzewienia przed przejściem w stan zimowego spoczynku. Pola obsiane żytem nie muszą być silnie nawadniane (najwięcej wody potrzebne jest w początkowej fazie wzrostu, tj. od zasiania do wykiełkowania), gdyż sama roślina, ze względu na dobre ukorzenienie oraz mniejsze ulistnienie, potrzebuje mniej wody niż inne zboża.

## Choroby
Żyto jest bardzo podatne na rozwój sporysza powodowanego przez grzyb – buławinkę czerwoną. Spożycie zarażonego nim żyta przez człowieka lub zwierzę może powodować ergotyzm. Ergotyzm może wyrządzać zarówno szkodę fizyczną, jak i psychiczną, w tym drgawki, poronienia, martwice palców, omamy, a nawet śmierć. W przeszłości w krajach północnych, w których jako zboże głównie uprawiano i spożywano żyto, zdarzały się okresowo masowe przypadki ergotyzmu.
- choroby bakteryjne: ostra plamistość oczkowa,
- choroby wywołane przez grzyby i lęgniowce: brunatna plamistość liści, czerń zbóż, fuzarioza kłosów zbóż, fuzaryjna zgorzel podstawy źdźbła i korzeni zbóż, głownia źdźbłowa żyta, łamliwość źdźbła zbóż i traw, mączniak prawdziwy zbóż i traw, naczyniowa pasiastość liści zbóż, pałecznica zbóż i traw, pleśń śniegowa zbóż i traw, rdza brunatna żyta, rdza źdźbłowa zbóż i traw, rdza żółta zbóż i traw, rynchosporioza zbóż, septorioza żyta, sporysz zbóż i traw, śnieć żyta, zgorzel podstawy źdźbła, zgorzel siewek[10].

## Zastosowanie
Roślina wykorzystywana jest w całości, ew. słoma lub ziarno, jako pasza. Mąka żytnia może być używana do produkcji pieczywa żytniego, razowego i chleba na zakwasie, lecz ciasto jest mniej elastyczne niż pszeniczne i trzyma mniej dwutlenku węgla. Żytni chleb posiada więcej smaku niż pszenny, ma mniej kalorii i wyższą zawartość minerałów. Żyto również jest używane w Stanach Zjednoczonych do robienia whisky, ginu w Holandii, a w Rosji do produkcji piwa. W Polsce jest składnikiem bimbru o nazwie Żytko jako produkt regionalny produkowany na terenach zamieszkałych przez Białych Górali. Dojrzała słoma rośliny ma zastosowanie w produkcji strzechy, pościeli, papieru i słomianych kapeluszy.

## Produkcja żyta zwyczajnego w Polsce i na świecie
W latach 1961–2012 w Polsce wytwarzano średnio 6 milionów ton żyta rocznie. Najwyższy poziom 9 540 277 ton produkcja osiągnęła w roku 1984. Od tego czasu zbiory żyta systematycznie malały, by w roku 2011 osiągnąć minimum 2 600 676 ton.

## Najwięksi producenci, eksporterzy i importerzy żyta zwyczajnego na świecie

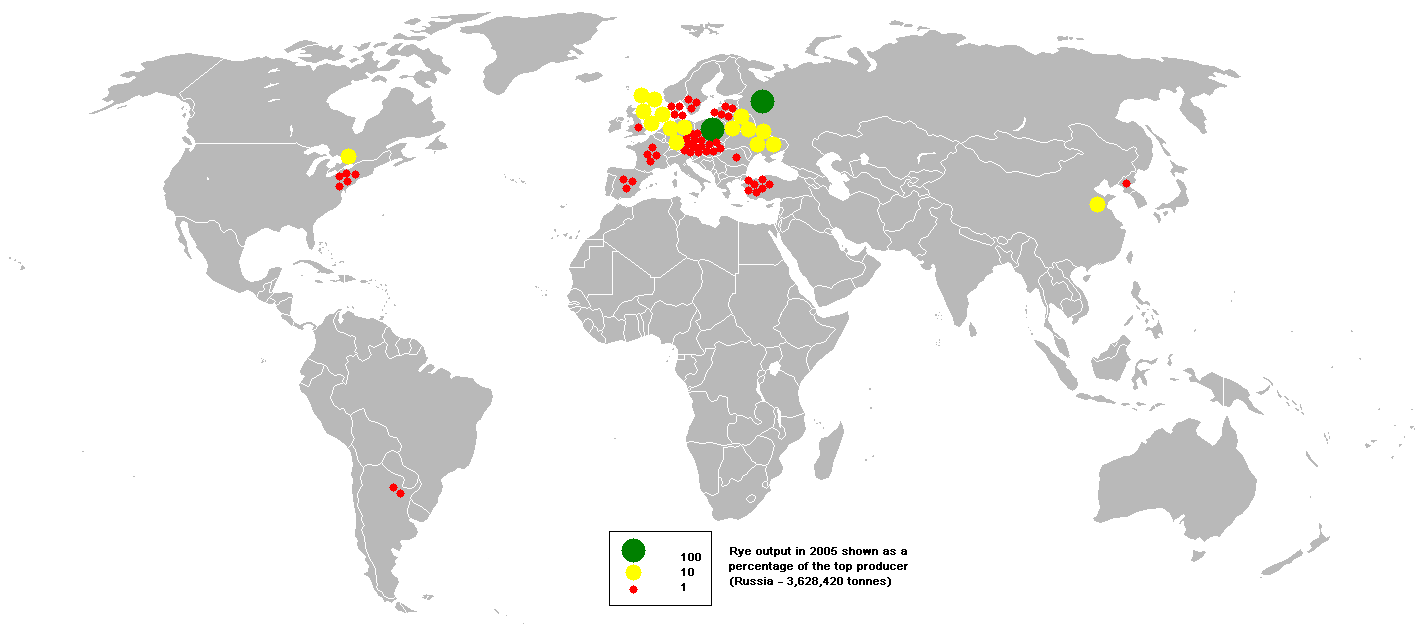
Produkcja żyta zwyczajnego na rok 2005.

| Najwięksi producenci żyta zwyczajnego – 2022 (mln ton) | Najwięksi producenci żyta zwyczajnego – 2022 (mln ton) |
| ------------------------------------------------------ | ------------------------------------------------------ |
| Unia Europejska                                        | 7,45                                                   |
| Niemcy                                                 | 3,13                                                   |
| Polska                                                 | 2,34                                                   |
| Rosja                                                  | 2,18                                                   |
| Białoruś                                               | 0,75                                                   |
| Dania                                                  | 0,69                                                   |
| Kanada                                                 | 0,52                                                   |
| Chiny                                                  | 0,50                                                   |
| Ukraina                                                | 0,31                                                   |
| Stany Zjednoczone                                      | 0,31                                                   |
| Turcja                                                 | 0,27                                                   |
| Świat                                                  | 13,14                                                  |
| Źródło: FAO                                            |                                                        |

| Najwięksi eksporterzy żyta zwyczajnego – 2012 (tys. ton) | Najwięksi eksporterzy żyta zwyczajnego – 2012 (tys. ton) |
| -------------------------------------------------------- | -------------------------------------------------------- |
| Polska                                                   | 312,4                                                    |
| Rosja                                                    | 281,4                                                    |
| Niemcy                                                   | 214,5                                                    |
| Kanada                                                   | 167,1                                                    |
| Łotwa                                                    | 129,0                                                    |
| Litwa                                                    | 81,3                                                     |
| Holandia                                                 | 69,8                                                     |
| Źródło: FAO                                              |                                                          |

| Najwięksi importerzy żyta zwyczajnego – 2012 (tys. ton) | Najwięksi importerzy żyta zwyczajnego – 2012 (tys. ton) |
| ------------------------------------------------------- | ------------------------------------------------------- |
| Niemcy                                                  | 366,5                                                   |
| Holandia                                                | 195,2                                                   |
| Hiszpania                                               | 189,4                                                   |
| Stany Zjednoczone                                       | 178,8                                                   |
| Łotwa                                                   | 80,1                                                    |
| Polska                                                  | 69,9                                                    |
| Finlandia                                               | 53,9                                                    |
| Źródło: FAO                                             |                                                         |